# فابیو ویسون
فابیو ویسون (انگلیسی: Fabio Visone؛ زادهٔ ۲۶ نوامبر ۱۹۸۳) بازیکن فوتبال اهل ایتالیا است.
از باشگاه‌هایی که در آن بازی کرده‌است می‌توان به باشگاه فوتبال فوجا، باشگاه فوتبال آولینو، و باشگاه فوتبال مونتسا اشاره کرد.